# Arrondissement judiciaire de Mons
Subdivisions
L'arrondissement judiciaire de Mons était l'un des trois arrondissements judiciaires de la province de Hainaut en Belgique qui dépendaient du ressort de la Cour d'appel de Mons. Il fut formé le 18 juin 1869 lors de l'adoption de la loi sur l'organisation judiciaire et fait partie de l'arrondissement judiciaire du Hainaut depuis la fusion des arrondissements judiciaires de 2014.

## Subdivisions
L'arrondissement judiciaire de Mons était divisé en 7 cantons judiciaires,. Il comprenait 22 communes, deux des huit communes de l'arrondissement administratif d'Ath, celles de l'arrondissement administratif de Mons et celles de l'arrondissement administratif de Soignies à l'exception de Lessines.
Note : les chiffres et les lettres représentent ceux situés sur la carte.
1. Canton judiciaire de Boussu
      1. Boussu
  2. Hensies
  3. Honnelles
  4. Quaregnon
  5. Quiévrain
2. Canton judiciaire de Dour-Colfontaine
      1. Colfontaine
  2. Dour
  3. Frameries
  4. Quévy
3. Canton judiciaire de Enghien-Lens
      1. Brugelette
  2. Chièvres
  3. Enghien
  4. Jurbise
  5. Lens
  6. Saint-Ghislain
  7. Silly
4. Canton judiciaire de La Louvière
      1. La Louvière
5. Canton judiciaire de Mons zone 1[5]
  1. Partie nord de la ville de Mons, section d'Havré, partie des sections de Ghlin et de Jemappes
6. Canton judiciaire de Mons zone 2[6]
  1. Partie sud de la ville de Mons, partie des sections de Ghlin et de Jemappes
7. Canton judiciaire de Soignies-Le Rœulx
      1. Braine-le-Comte
  2. Écaussinnes
  3. Le Rœulx
  4. Soignies